# Loropetalum subcordatum
Espèce
Synonymes
- Tetrathyrium subcordatum Benth.[1] [2]

Statut de conservation UICN

 VU D2 : Vulnérable
Loropetalum subcordatum est une espèce de plantes de la famille des Hamamelidaceae.

## Publication originale
- Hooker's Icones Plantarum 15(1): 13–14, pl. 1417. 1883.